# Манихино (Талдомский городской округ)
Манихино — деревня в Талдомском районе Московской области России. Входит в состав сельского поселения Квашёнковское. Население — Население — 0 чел. (2010).

## География
Расположена на севере Московской области, в северо-восточной части Талдомского района, примерно в 25 км к северо-востоку от центра города Талдома, недалеко от границы с Тверской областью. Ближайшие населённые пункты — село Спас-Угол и деревня Колбасино.

## Население
| 1859 | 1888 | 1926 | 2002 | 2006 | 2010 |
| ---- | ---- | ---- | ---- | ---- | ---- |
| 107  | ↗156 | ↗191 | ↘0   | →0   | →0   |

## История
В «Списке населённых мест» 1862 года Манихино — владельческая деревня 2-го стана Калязинского уезда Тверской губернии между Дмитровским и Углицко-Московским трактами, в 47 верстах от уездного города, при колодце, с 12 дворами и 107 жителями (56 мужчин, 51 женщина).
По данным 1888 года входила в состав Нагорской волости Калязинского уезда, проживало 25 семей общим числом 156 человек (75 мужчин, 81 женщина).
В 1915 году — в составе Зайцевской волости Калязинского уезда.
Постановлением президиума ВЦИК от 15 августа 1921 года Зайцевская волость была включена в состав образованного Ленинского уезда Московской губернии.
По материалам Всесоюзной переписи населения 1926 года — деревня Спасского сельского совета Зайцевской волости Ленинского уезда, проживал 191 житель (77 мужчин, 114 женщин), насчитывалось 44 хозяйства, среди которых 42 крестьянских.
С 1929 года — населённый пункт в составе Ленинского района Кимрского округа Московской области.
Постановлением ЦИК и СНК от 23 июля 1930 года округа как административно-территориальные единицы были ликвидированы. Постановлением Президиума ВЦИК от 27 декабря 1930 года городу Ленинску было возвращено историческое наименование Талдом, а район был переименован в Талдомский.
1963—1965 гг. — Манихино в составе Дмитровского укрупнённого сельского района.
В 1992 году Спасский сельсовет был упразднён, а его территория передана Кошелёвскому сельсовету.
В 1994 году Московской областной думой было утверждено положение о местном самоуправлении в Московской области, сельские советы как административно-территориальные единицы были преобразованы в сельские округа.
1994—2004 гг. — деревня Кошелёвского сельского округа Талдомского района.
Постановлением Губернатора Московской области от 3 июня 2004 года № 106-ПГ Кошелёвский сельский округ был объединён с Ермолинским и Николо-Кропоткинским сельскими округами в единый Ермолинский сельский округ.
2004—2006 гг. — деревня Ермолинского сельского округа Талдомского района.
2006—2009 гг. — деревня сельского поселения Ермолинское Талдомского района.
В 2009 году деревня Манихино вошла в состав сельского поселения Квашёнковское Талдомского района Московской области, образованного путём выделения из состава сельского поселения Ермолинское.